# Vena ácigos accesoria
La vena hemiácigos accesoria (vena hemiácigos superior) es una vena en el lado izquierdo de la columna vertebral que generalmente drena la quinta a través de los octavos espacios intercostales en el lado izquierdo del cuerpo.

## Estructura
Desciende por el lado izquierdo desde la parte superior del mediastino posterior hasta aproximadamente TVIII. En ese punto, cruza la columna vertebral para unirse a la vena ácigos, o termina en la vena hemiácigos, o bien presenta una conexión entre ambas venas. Generalmente, tiene una conexión superior con la vena intercostal superior izquierda.
Son tributarias de la vena hemiácigos accesoria:
- Venas intercostales posteriores izquierdas 4ª a 8ª
- En ocasiones, las venas bronquiales izquierdas.
- Datos: Q4672537